# Batinac
Batinac (izvirno srbsko Батинац) je naselje v Srbiji, ki upravno spada pod Občino Ćuprija; slednja pa je del Pomoravskega upravnega okraja.

## Demografija
V naselju, katerega izvirno (srbsko-cirilično) ime je Батинац, živi 737 polnoletnih prebivalcev, pri čemer je njihova povprečna starost 46,8 let (46,2 pri moških in 47,3 pri ženskah). Naselje ima 223 gospodinjstev, pri čemer je povprečno število članov na gospodinjstvo 3,91.
To naselje je, glede na rezultate popisa iz leta 2002, večinoma srbsko.
|  |

| Demografija | Demografija     | Demografija     |
| Leto        | Št. prebivalcev | Št. prebivalcev |
| ----------- | --------------- | --------------- |
|             |                 |                 |
|             |                 |                 |
|             |                 |                 |
|             |                 |                 |
| 1948        | 1252            |                 |
| 1953        | 1283            |                 |
| 1961        | 1312            |                 |
| 1971        | 1346            |                 |
| 1981        | 1367            |                 |
| 1991        | 1267            | 945             |
| 2002        | 1312            | 871             |
|             |                 |                 |

| Etnična sestava po popisu iz leta 2002 | Etnična sestava po popisu iz leta 2002 | Etnična sestava po popisu iz leta 2002 | Etnična sestava po popisu iz leta 2002 | Etnična sestava po popisu iz leta 2002 |
| -------------------------------------- | -------------------------------------- | -------------------------------------- | -------------------------------------- | -------------------------------------- |
| Srbi                                   | Srbi                                   |                                        | 567                                    | 65,09%                                 |
| Vlahi                                  | Vlahi                                  |                                        | 236                                    | 27,09%                                 |
| Romuni                                 | Romuni                                 |                                        | 2                                      | 0,22%                                  |
| Neznano                                | Neznano                                |                                        | 58                                     | 6,65%                                  |